# Nayim
Mohammed Alí Amar, meglio conosciuto come Nayim (Ceuta, 5 novembre 1966), è un allenatore di calcio ed ex calciatore spagnolo.

## Carriera
Centrocampista, Nayim crebbe nelle giovanili della squadra della sua città, il Ceuta, per poi passare al Barcellona, con cui fece anche alcune apparizioni in prima squadra tra il 1986 e il 1988, prima di trasferirsi in Inghilterra, dove indossò per quattro stagioni (1988-1992) la maglia del Tottenham. Nel 1991 la squadra vinse una FA Cup.
Tornò poi in Spagna, dove col Real Saragozza disputò 123 incontri in 4 stagioni (1992-1997), aiutando la squadra a vincere una Coppa del Re (1993-1994) e la successiva Coppa delle Coppe (1994-1995). Nella finale europea contro l'Arsenal fu suo il gol decisivo a meno di 20 secondi dalla fine dei supplementari, considerato uno dei più bei gol in campo europeo: lo mise a segno con un pallonetto da 45 metri che superò il portiere avversario David Seaman. La rete del centrocampista colpì tanto l'immaginario collettivo che nel 2006 il piccolo comune aragonese di Trasmoz dedicò ad essa una strada, intitolata Calle Gol de Nayim.
Nel 1997 si trasferì al Logroñés, in Segunda División spagnola, dove chiuse la carriera nel 2000.
Da allora, è diventato allenatore in seconda del Ceuta e poi del Real Saragozza, fino a quando, dopo l'esonero dell'allenatore ed ex compagno di squadra José Aurelio Gay, non ha accettato il ruolo di vice di Javier Aguirre. 
Nel maggio del 2016 è direttore sportivo dell'Agrupación Deportiva Ceuta Fútbol Club.

### Nazionale
Nayim non ha mai indossato la maglia della nazionale maggiore della Spagna, mentre vanta presenze con quelle giovanili: una con l'Under 19, quattro con l'Under-20 e una con l'Under-21.

## Palmarès

### Giocatore

#### Competizioni nazionali
- Coppa di Spagna: 2

Barcellona: 1987-1988
Real Saragozza: 1993-1994
- Coppa d'Inghilterra: 1

Tottenham: 1990-1991
- Community Shield: 1

Tottenham: 1991

#### Competizioni internazionali
- Coppa delle Coppe: 1

Real Saragozza: 1994-1995